# Younès Belhanda
Younès Belhanda (Aviñón, Francia, 25 de febrero de 1990) es un futbolista marroquí que juega de centrocampista en el Al-Shamal S. C. de la Liga de fútbol de Catar.

## Biografía
Con 13 años equipos de la talla del Olympique de Lyon e Olympique de Marsella preguntaron por él, pero finalmente no se marchó a ningún club por decisión de sus padres. Finalmente fichó por el Montpellier H. S. C., equipo que, tras seis años formándole, le dio la oportunidad de debutar en Ligue 1 el 8 de agosto de 2009 ante el PSG. En la temporada de su debut jugó 33 partidos, 19 de ellos como titular, y ayudó al equipo, que era recién ascendido, a quedar en la 5.ª posición, clasificándose para la Liga Europa de la UEFA. La siguiente temporada jugó 36 partidos y marcó 3 goles ayudando a su equipo a aguantar la categoría. Ese mismo curso el Olympique de Marsella les ganó en la final de la Copa de la Liga de Francia.
Pero si las 2 últimas temporadas fueron buenas, la pasada fue la que será sin duda una temporada para recordar. El franco-marroquí no paró de marcar goles, hasta 12, en la temporada más importante de la historia del club francés. Fue junto a Giroud y Utaka una pieza clave para lograr la Ligue 1.

## Selección nacional
Ha sido internacional con la selección de fútbol de Marruecos, con la que ha jugado 58 partidos internacionales y ha anotado 5 goles.

## Clubes
| Club                      | País     | Año       | Partidos | Goles |
| ------------------------- | -------- | --------- | -------- | ----- |
| Montpellier H. S. C.      | Francia  | 2009-2013 | 144      | 29    |
| Dinamo de Kiev            | Ucrania  | 2013-2016 | 88       | 11    |
| F. C. Schalke 04 (cesión) | Alemania | 2016      | 17       | 2     |
| O. G. C. Niza             | Francia  | 2016-2017 | 36       | 3     |
| Galatasaray S. K.         | Turquía  | 2017-2021 | 131      | 22    |
| Adana Demirspor           | Turquía  | 2021-2023 | 74       | 19    |
| Al-Shamal S. C.           | Catar    | 2024-     | 11       | 1     |

## Palmarés

### Títulos nacionales
| Título                  | Club                 | País    | Año     |
| ----------------------- | -------------------- | ------- | ------- |
| Ligue 1                 | Montpellier H. S. C. | Francia | 2011-12 |
| Copa de Ucrania         | Dinamo de Kiev       | Ucrania | 2013-14 |
| Liga Premier de Ucrania | Dinamo de Kiev       | Ucrania | 2014-15 |
| Copa de Ucrania         | Dinamo de Kiev       | Ucrania | 2014-15 |
| Liga Premier de Ucrania | Dinamo de Kiev       | Ucrania | 2015-16 |
| Superliga de Turquía    | Galatasaray S. K.    | Turquía | 2017-18 |
| Copa de Turquía         | Galatasaray S. K.    | Turquía | 2018-19 |
| Superliga de Turquía    | Galatasaray S. K.    | Turquía | 2018-19 |
| Supercopa de Turquía    | Galatasaray S. K.    | Turquía | 2019    |